# Skidbladner
Skidbladner (norrønt for "samlet af tynde stykke træ") er et magisk skib i nordisk mytologi.
Når Skidbladner ikke er i drift, fylder det ikke mere end et lommetørklæde og vejer heller ikke mere. Det kan pakkes ud på sekunder, og uanset i hvilken retning, det sejler, vil vinden altid blæse direkte ind i sejlet.
Skibet nævnes i Ældre Edda, der er samlet i 1200-tallet af tidligere kilder, samt Yngre Edda og Heimskringla, der begge er skrevet i 1200-tallet af Snorri Sturluson. Alle kilder nævner det som det bedste af alle skibe, og i både Ældre Edda og Heimskringla er det guden Frej, der ejer det. Skibet var lavet af Ivaldesønnerne på foranledning af Loke, og det er en af de genstande, som blev lavet i forbindelse med Lokes væddemål med dværgene. 